# Aitzane Gorria
Aitzane Gorria Goñi (ur. 7 lipca 1995) – hiszpańska zapaśniczka walcząca w stylu wolnym. Zajęła piąte miejsce na mistrzostwach Europy w 2018. Brązowa medalistka igrzysk śródziemnomorskich w 2018 i piąta w 2022. Wicemistrzyni śródziemnomorska w 2015 roku.